# Бретеа Стрејулуј (Хунедоара)
Бретеа Стрејулуј (рум. Bretea Streiului) насеље је у Румунији у округу Хунедоара у општини Бретеа Романа. Oпштина се налази на надморској висини од 262 m.

## Становништво
Према подацима из 2002. године у насељу је живело 281 становника, од којих су сви румунске националности.